# Phare de Punta Abona
Pour les articles homonymes, voir Abona.
Le phare de Punta Abona est un phare situé sur la côte sud-est, dans la commune d'Arico et à l'extrémité de Punta Abona, sur l'île de la Tenerife, dans les Îles Canaries (Espagne).
C'est l'un des sept phares qui marquent le littoral de Tenerife et se trouve entre le phare de Punta Rasca au sud et le phare de Punta de Anaga au nord.
Il est géré par l'autorité portuaire de la Province de Santa Cruz de Tenerife (Autoridad Portuaria de Santa Cruz de Tenerife).

## Histoire
Le premier phare a été mis en service en 1902, dans le cadre du premier plan de feu maritime pour les îles Canaries, pour servir d'aide à la navigation côtière entre Santa Cruz de Tenerife et les ports de l'ouest des îles Canaries. Construit dans un style similaire à d'autres phares canariens du 19e siècle, il se compose d'un bâtiment d'un seul étage peint en blanc, avec de la roche volcanique foncée utilisée pour les décors de la maçonnerie. Il comprenait, à l'origine, deux logements séparés, un entrepôt et un bureau regroupés autour d'une petite cour. Le dôme de la lanterne était attaché au toit plat du bâtiment, du côté de la mer, surplombant l'océan Atlantique. Il est resté en service jusqu'en 1976 et remplacé par la nouvelle tour plus moderne.
En 2003, la première station, laissée à l'abandon, a été partiellement restaurée grâce à un programme de deux ans de formation de maçonnerie et de menuiserie pour les jeunes sans emploi. L'objectif était de convertir le bâtiment en un lieu de formation pour le personnel de l'hôtel, avant la conversion finale en un musée et un restaurant. Ces plans semblent avoir été retardés ou abandonnés en raison d'un manque d'investissement disponible.
Le nouveau phare, qui a été construit à côté du bâtiment d'origine, est entré en service en 1976. Il se compose d'une tour cylindrique de 39 m de haut, blanche avec trois bandes rouges, qui supporte des galeries jumelles et une lanterne avec une coupole noire. Le design est le même, à l' exception de sa hauteur que la nouvelle tour du phare de Fuencaliente sur La Palma. Avec une hauteur focale de 54 m au-dessus du niveau de la mer, la lumière peut être vue jusqu'à 17 milles marins (31 km). Sa caractéristique lumineuse est composée de trois flashes de lumière blanche toutes les vingt secondes.
Identifiant : ARLHS : CAI-022 ; ES-12870 - Amirauté : D2829- NGA :23828 .
|                           |
| L'entrée du nouveau phare |

|                       |
| Le phare vu de la mer |

|                |
| L'ancien phare |

### Lien connexe
- Liste des phares des îles Canaries